# Depósito de gravitación de Caballito
El Depósito de Gravitación de Caballito es un edificio de estilo neorrenacentista francés ubicado en el barrio de Caballito, en la Ciudad de Buenos Aires, Argentina. 
De grandes dimensiones y con aspecto de palacio, se trata en realidad de un inmenso depósito de agua potable construido por la empresa Obras Sanitarias de la Nación entre los años 1912 y 1915.
El edificio posee protección estructural y la parcela se encuentra catalogada como Área de Protección Histórica por el Gobierno de la Ciudad de Buenos Aires. El 19 de agosto de 2022, el Poder Ejecutivo Nacional lo declaró monumento histórico nacional.

## Historia
Hacia comienzos del siglo XX, el "Gran Depósito Distribuidor" de la Avenida Córdoba, inaugurado en 1894, había resultado insuficiente para cubrir la demanda de una ciudad que crecía de forma acelerada. El sistema tenía problemas para bombear agua a los pisos más altos de los nuevos edificios de la zona céntrica, y no lograba cubrir los barrios periféricos en constante expansión por sobre la naturaleza pampeana.
Así, en 1908 se presenta un plan de abastecimiento de agua potable a largo plazo para brindar servicio hasta a 6 millones de personas. El mismo consistía en:
- La construcción de una nueva planta potabilizadora en el barrio de Palermo (actual Planta Potabilizadora General San Martín), la cual incluiría un nuevo túnel y una nueva torre de toma de agua del Río de la Plata.
- Extensión de la red de distribución.
- La creación de dos inmensos depósitos de reserva en zonas altas y periféricas de la ciudad. Uno, en el barrio de Caballito  y otro en el barrio de Villa Devoto (Depósito de Gravitación de Villa Devoto).

El de Caballito se encontraría en una de las zonas más altas de la ciudad, a 37 metros sobre el nivel del mar.
Las obras comenzaron en 1912 y fueron terminadas en 1915, inaugurándose el edificio el 25 de octubre de ese mismo año. A partir de la segunda mitad del siglo XX, con la modernización de la tecnología de distribución, el edificio comenzó a perder importancia dentro de la red distribuidora. No obstante, actualmente la empresa estatal AySA, operaria de la red de agua potable, se encuentra restaurando y re-habilitando el edificio.
En 2015, bajo el control de la empresa pública AySA, se realizó un trabajo de restauración y reacondicionamiento del edificio.
El 19 de agosto de 2022, mediante el Decreto Nº 520/22, el Poder Ejecutivo Nacional lo declaró monumento histórico nacional.

## Estructura
Su estructura interna es de hierro. Cuenta con doce tanques de acero distribuidos a razón de cuatro por cada uno de los tres pisos. Juntos, tienen una capacidad de almacenamiento de 72.000  m³. El primer piso de este depósito se encuentra a la misma altura que el tercer piso del depósito de la Avenida Córdoba.
Según las informaciones disponibles, los tanques de agua no se estarían utilizando, no obstante lo cual el edificio no se encuentra abandonado y es utilizado por personal de AySA.

## Estilo
Es un edificio simétrico de grandes proporciones, de aspecto neorrenacentista francés. Posee cinco cúpulas: una en cada esquina (ocupa una parcela completa) y una aún mayor en el centro de la fachada sobre la Avenida Pedro Goyena. Una mansarda rodea todo el edificio, mientras las fachadas se encuentran revestidas en símil piedra París. A diferencia del depósito de Devoto, las mansardas y las cúpulas no están recubiertas de pizarra sino que son de cinc. Posee una puerta central de importantes proporciones.

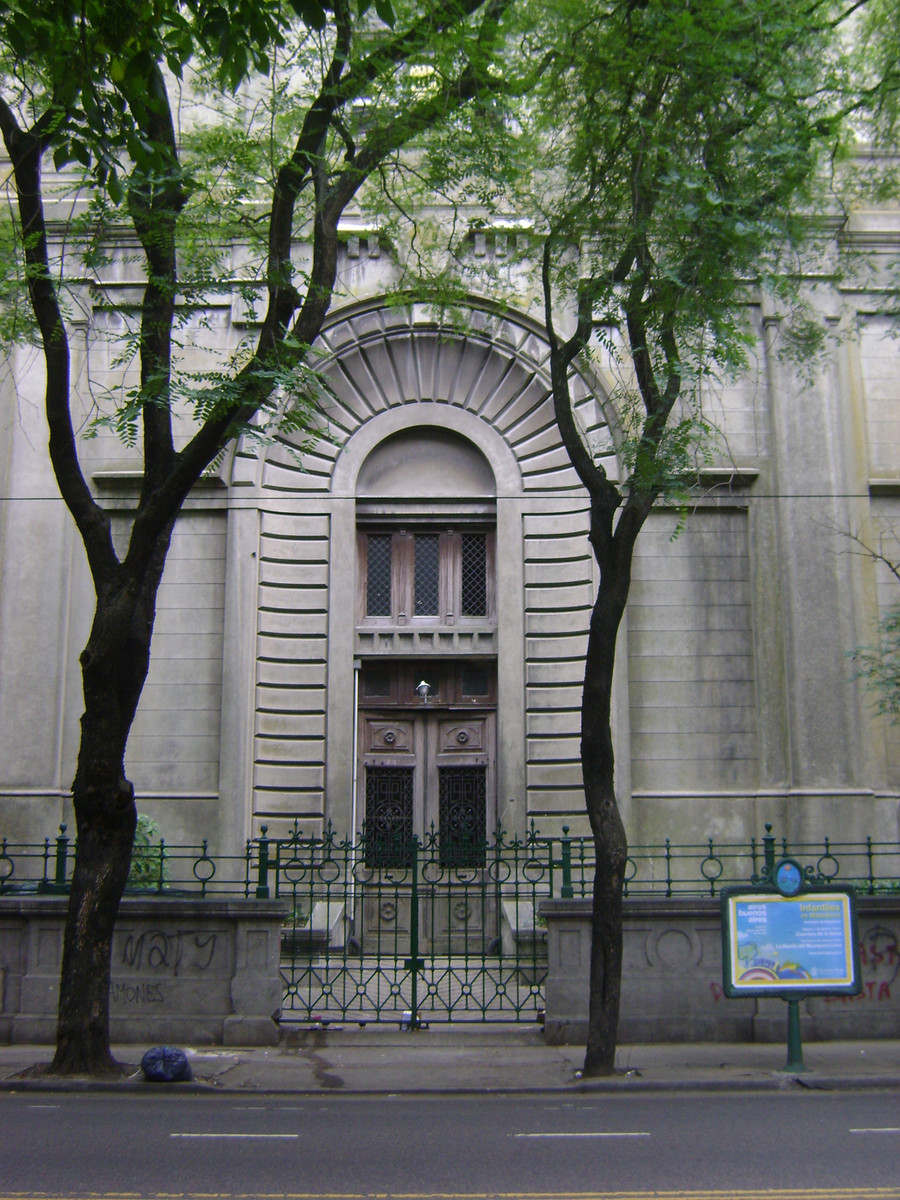
Entrada principal
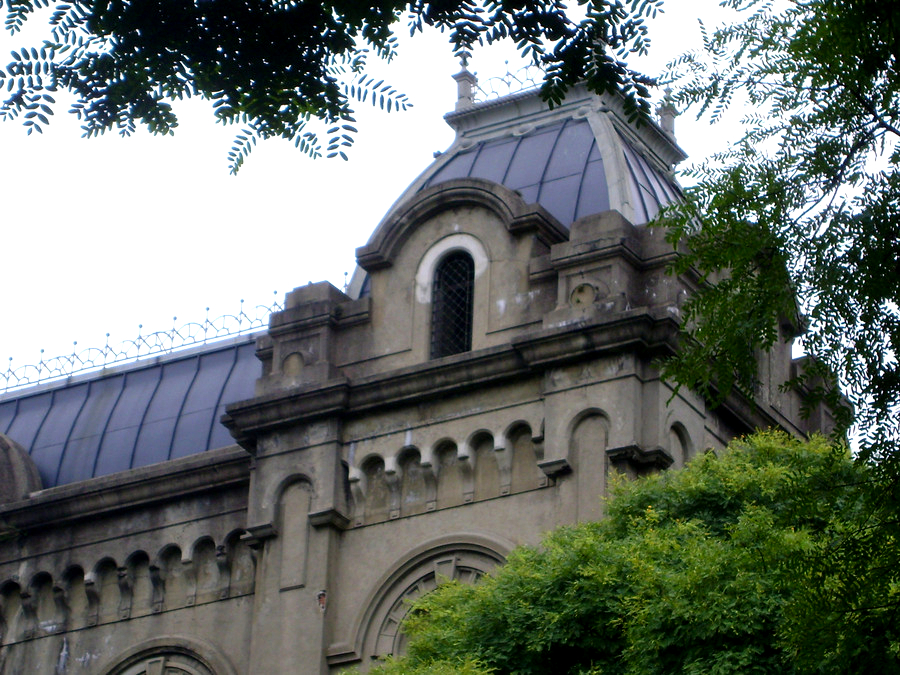
Detalle de una cúpula